# Peromyscus boylii
Peromyscus boylii е вид бозайник от семейство Хомякови (Cricetidae).

## Разпространение
Видът е разпространен в Мексико и САЩ (Аризона, Калифорния, Колорадо, Невада, Ню Мексико, Оклахома, Тексас и Юта).